# Арапник
Ара́пник, или ара́пленик, ара́пельник (название, вероятно, заимствовано из польского языка, где происходит от нем. herab — «прочь», «отрыщь») — длинный охотничий бич или кнут с пеньковым, волосяным или шёлковым навоем, размещённый на коротком кнутовище, к псовой охоте (при езде) по зайцу, лисице и волкам.
Первоначально применялся в псовой охоте для хлопанья и порсканья зайцев. В настоящее время используется при исполнении цирковых номеров с хищными и крупными животными и в джигитовке (так, громкое щёлканье концом арапника оказывает на лошадь рефлекторное воздействие, обеспечивая быстрый бег в постоянном ритме). Может служить гибким ударным оружием.